# Trentepohlia proba
Trentepohlia proba är en tvåvingeart som beskrevs av Alexander 1935. Trentepohlia proba ingår i släktet Trentepohlia och familjen småharkrankar.
Artens utbredningsområde är Taiwan. Inga underarter finns listade i Catalogue of Life.